# David di Donatello 2001
La cerimonia di premiazione della 46ª edizione dei David di Donatello si è svolta il 10 aprile 2001 all'Auditorium della Rai del Foro Italico di Roma, con la conduzione Piero Chiambretti e trasmessa da Rai 2.

## Vincitori e nominati
Vengono di seguito indicati in grassetto i vincitori.
Miglior film
- La stanza del figlio, regia di Nanni Moretti
- I cento passi, regia di Marco Tullio Giordana
- L'ultimo bacio, regia di Gabriele Muccino

Miglior regista
- Gabriele Muccino - L'ultimo bacio
- Marco Tullio Giordana - I cento passi
- Nanni Moretti - La stanza del figlio

Miglior regista esordiente
- Alex Infascelli - Almost Blue
- Roberto Andò - Il manoscritto del Principe
- Rolando Stefanelli - Il prezzo

Migliore sceneggiatura
- Claudio Fava, Monica Zapelli e Marco Tullio Giordana - I cento passi
- Linda Ferri, Nanni Moretti, Heidrun Schleef - La stanza del figlio
- Gabriele Muccino - L'ultimo bacio

Migliore produttore
- Domenico Procacci per Fandango in collaborazione con Medusa Film - L'ultimo bacio
- Angelo Barbagallo e Nanni Moretti per la Sacher Film - La stanza del figlio
- Fabrizio Mosca per Titti Film - I cento passi

Migliore attrice protagonista
- Laura Morante - La stanza del figlio
- Margherita Buy - Le fate ignoranti
- Giovanna Mezzogiorno - L'ultimo bacio

Migliore attore protagonista
- Luigi Lo Cascio - I cento passi
- Stefano Accorsi - L'ultimo bacio
- Nanni Moretti - La stanza del figlio

Migliore attrice non protagonista
- Stefania Sandrelli - L'ultimo bacio
- Athina Cenci - Rosa e Cornelia
- Jasmine Trinca - La stanza del figlio

Migliore attore non protagonista
- Tony Sperandeo - I cento passi
- Silvio Orlando - La stanza del figlio
- Claudio Santamaria - L'ultimo bacio

Migliore direttore della fotografia
- Lajos Koltai - Malèna
- Franco Di Giacomo - Concorrenza sleale
- Roberto Forza - I cento passi

Migliore musicista
- Nicola Piovani - La stanza del figlio
- Ennio Morricone - Malèna
- Armando Trovajoli - Concorrenza sleale

Migliore scenografo
- Luciano Ricceri - Concorrenza sleale
- Giancarlo Basili - La stanza del figlio
- Francesco Frigeri - Malèna

Migliore costumista
- Elisabetta Montaldo - I cento passi
- Maurizio Millenotti - Malèna
- Odette Nicoletti - Concorrenza sleale

Migliore montatore
- Claudio Di Mauro - L'ultimo bacio
- Esmeralda Calabria - La stanza del figlio
- Roberto Missiroli - I cento passi

Migliore fonico di presa diretta
- Gaetano Carito - L'ultimo bacio
- Fulgenzio Ceccon - I cento passi
- Alessandro Zanon - La stanza del figlio

Miglior cortometraggio
- Gavetta, regia di Craig Bell
- Cecchi Gori Cecchi Gori?, regia di Rocco Papaleo

Miglior film straniero
- Il gusto degli altri (Le goût des autres), regia di Agnès Jaoui
- Billy Elliot (Billy Elliot), regia di Stephen Daldry
- Chocolat (Chocolat), regia di Lasse Hallström
- In the Mood for Love, regia di Wong Kar-wai

Premio David Scuola
- I cento passi, regia di Marco Tullio Giordana

David speciale
- Tony Curtis
- Martin Scorsese
- Enzo Verzini